# Destil·leries Gerunda
Destil·leries Gerunda és una obra de Girona inclosa a l'Inventari del Patrimoni Arquitectònic de Catalunya.

## Descripció
És un edifici de planta baixa i dos pisos, de planta rectangular i amb façana de composició simètrica, amb una part central emfasitzada amb un frontis d'obra vista, a la coberta, i una estructura semicircular a sota. A banda i banda, tres finestres d'arcs rebaixats i unides (P2), i dos balcons d'arcs rebaixats units per llosana de pedra i barana de forja (P1). A planta baixa els accessos s'agrupen de 3 en 3 porta-finestra-porta) i s'unifiquen per sòcol de pedra polida amb formes arrodonides i arrebossades amb esgrafiats de pedres. Totes les obertures són d'obra vista i amb brancals (P1-P2) de ceràmica vitrificada verda.
La façana es clou amb un remat d'obra vista de modillons i dents de serra.
La façana posterior no té interès.